# واترفورد
شهر واترفورد (به انگلیسی: Waterford) با جمعیت ۴۵٫۷۷۵ نفر در شهرستان واترفورد در کشور جمهوری ایرلند واقع شده‌است.